# Como megye
Como megye (olaszul: Provincia di Como, lombardul: Pruvincia de Comm) Olaszország Lombardia régiójának egyik megyéje. Székhelye Como.

## Fekvése
Como megye Ticino kanton, Graubünden kanton, Sondrio, Lecco, Monza e Brianza, Varese és Milano megyékkel határos.

## Községek(comuni)
- Albavilla
- Albese con Cassano
- Albiolo
- Alserio
- Alzate Brianza
- Anzano del Parco
- Appiano Gentile
- Argegno
- Arosio
- Asso
- Barni
- Bellagio
- Bene Lario
- Beregazzo con Figliaro
- Binago
- Bizzarone
- Blessagno
- Blevio
- Bregnano
- Brenna
- Brienno
- Brunate
- Bulgarograsso
- Cabiate
- Cadorago
- Caglio
- Cagno
- Campione d’Italia
- Cantù
- Canzo
- Capiago Intimiano
- Carate Urio
- Carbonate
- Carimate
- Carlazzo
- Carugo
- Casasco d’Intelvi
- Caslino d’Erba
- Casnate con Bernate
- Cassina Rizzardi
- Castelmarte
- Castelnuovo Bozzente
- Castiglione d’Intelvi
- Cavallasca
- Cavargna
- Cerano d’Intelvi
- Cermenate
- Cernobbio
- Cirimido
- Civenna
- Claino con Osteno
- Colonno
- Como
- Corrido
- Cremia
- Cucciago
- Cusino
- Dizzasco
- Domaso
- Dongo
- Dosso del Liro
- Drezzo
- Erba
- Eupilio
- Faggeto Lario
- Faloppio
- Fenegrò
- Figino Serenza
- Fino Mornasco
- Garzeno
- Gera Lario
- Gironico
- Grandate
- Grandola ed Uniti
- Gravedona ed Uniti
- Griante
- Guanzate
- Inverigo
- Laglio
- Laino
- Lambrugo
- Lanzo d’Intelvi
- Lasnigo
- Lenno
- Lezzeno
- Limido Comasco
- Lipomo
- Livo
- Locate Varesino
- Lomazzo
- Longone al Segrino
- Luisago
- Lurago Marinone
- Lurago d’Erba
- Lurate Caccivio
- Magreglio
- Mariano Comense
- Maslianico
- Menaggio
- Merone
- Mezzegra
- Moltrasio
- Monguzzo
- Montano Lucino
- Montemezzo
- Montorfano
- Mozzate
- Musso
- Nesso
- Novedrate
- Olgiate Comasco
- Oltrona di San Mamette
- Orsenigo
- Ossuccio
- Parè
- Peglio
- Pellio Intelvi
- Pianello del Lario
- Pigra
- Plesio
- Pognana Lario
- Ponna
- Ponte Lambro
- Porlezza
- Proserpio
- Pusiano
- Ramponio Verna
- Rezzago
- Rodero
- Ronago
- Rovellasca
- Rovello Porro
- Sala Comacina
- San Bartolomeo Val Cavargna
- San Fedele Intelvi
- San Fermo della Battaglia
- San Nazzaro Val Cavargna
- San Siro
- Schignano
- Senna Comasco
- Solbiate
- Sorico
- Sormano
- Stazzona
- Tavernerio
- Torno
- Tremezzo
- Trezzone
- Turate
- Uggiate-Trevano
- Val Rezzo
- Valbrona
- Valmorea
- Valsolda
- Veleso
- Veniano
- Vercana
- Vertemate con Minoprio
- Villa Guardia
- Zelbio